# Hans von Tübingen

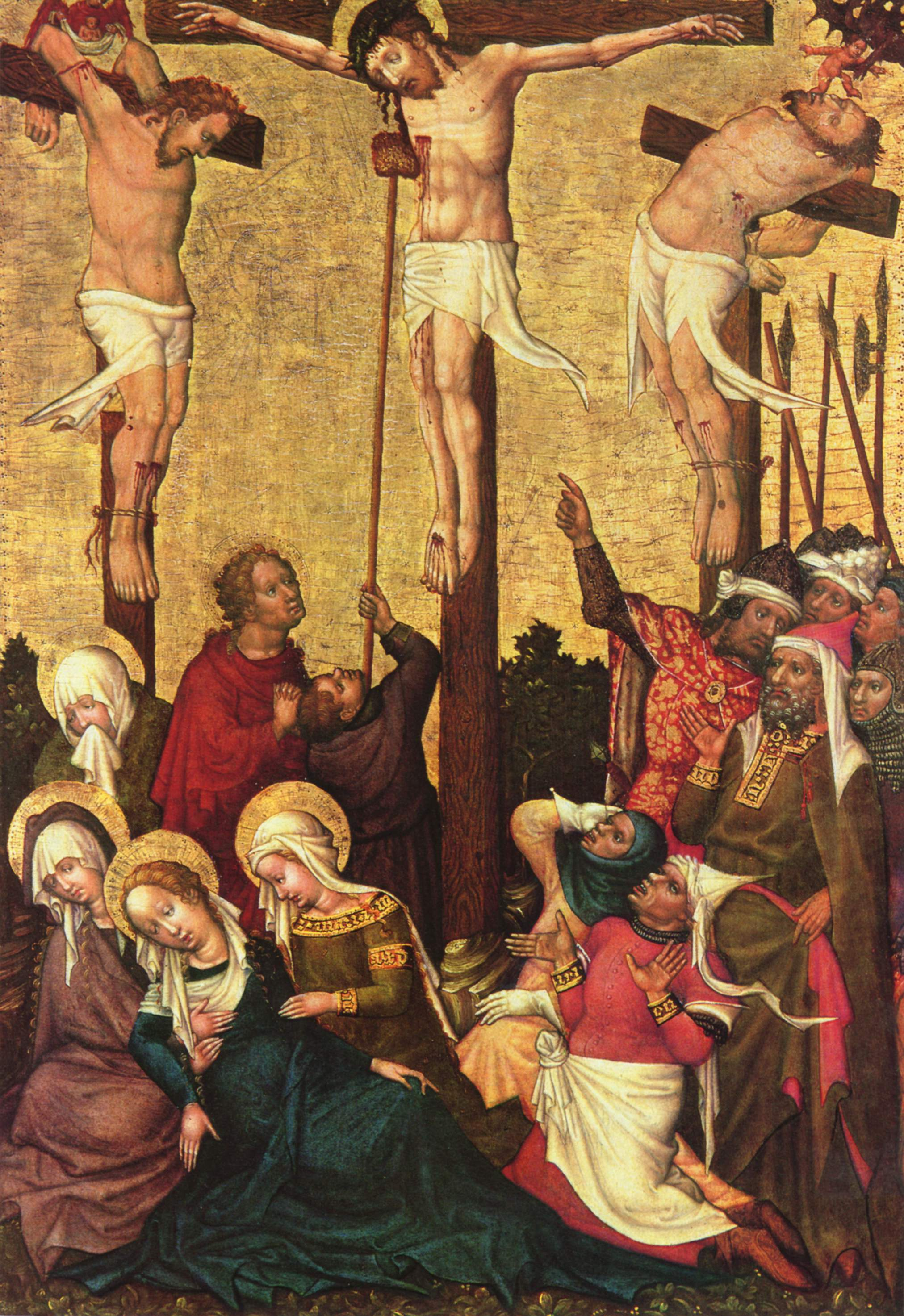
Hans von Tübingen, Kreuzigung, 1430

Hans von Tübingen, auch Meister Hans, (* um 1400; † um 1462, Wiener Neustadt) war ein wohl ursprünglich aus Schwaben stammender gotischer Maler, der dann in Österreich in Wiener Neustadt tätig war. Sein Name ist durch Signaturen auf einigen seiner Bilder bekannt, jedoch ist kaum etwas über seinen Lebenslauf zu belegen. Er war wohl auch als Radierer und Glasmaler tätig.

## Stil
Hans von Tübingen steht in der Endphase des Weichen Stils in der Region um Wien. Sein Werk zeigt burgundisch-französische Einflüsse, seine lebhaften Bilder erzählen in realistischer Darstellung mit differenzierten Farben. Jedoch dominiert trotz solcher wirklichkeitsgetreuen Wiedergabe dennoch die Figurenkomposition auch bei Hans von Tübingen, was auch in Bildern anderer Maler seiner Zeit in Österreich zu finden ist.

## Identifizierung
Es wurde vorgeschlagen, Hans von Tübingen mit dem Meister der St. Lambrechter Votivtafel zu identifizieren. Dies wird jedoch als nicht sicher angesehen.
Der Stil des ebenfalls in Wien tätigen Meisters des Andreas-Altars lässt eine Beziehung zum Werk des Hans von Tübingen erkennen, wie auch das Werk des Meisters der Linzer Kreuzigung. Ob diese namentlich nicht bekannten Maler jedoch z. B. Mitarbeiter einer Werkstatt des Hans von Tübingen waren, lässt sich nicht ohne Weiteres klären. Als weiterer Schüler wird auch der Meister der Darbringungen vermutet.